# Al-Rawda (tell)
Al-Rawda (|lang-ar| الروضة) es un tell, o montículo de asentamiento arqueológico, en el desierto sirio, al este de Hama. Fue un gran emplazamiento urbano con murallas y varios templos, ocupado entre el 2400-2000 a. C. Una misión franco-siria lleva excavando el yacimiento desde 2002.

## Historia de la investigación
Al-Rawda fue descubierta en 1996 durante un estudio arqueológico de la región al este de Hama. Tras este estudio, se inició un proyecto de prospección más intensivo centrado en una microrregión de 100 kilómetros cuadrados centrada en Al-Rawda. Las excavaciones en el yacimiento propiamente dicho se iniciaron en 2002 y son llevadas a cabo por una misión franco-siria. Las excavaciones se han centrado en las murallas circulares, la puerta norte de la ciudad, el templo y la necrópolis cercana. Además de las excavaciones, en 2003 se llevó a cabo una prospección magnetométrica, un método que permite detectar muros en el suelo sin excavarlos, en la zona intramuros de la ciudad. Los trabajos continuaron al menos hasta 2006.] El proyecto de Al-Rawda está patrocinado por el Centro Nacional de Investigación Científica (CNRS) de Francia y la Dirección General de Antigüedades y Museos de Siria y codirigido por Corinne Castel y Nazir Awad.

## El yacimiento y su entorno
Al-Rawda se encuentra a 80 km al este de Hama. Tanto ahora como en el pasado, la zona recibía menos de 200 mm de precipitaciones al año, lo que significa que es imposible una agricultura fiable sin riego. El estudio de la microrregión que rodea a Al-Rawda reveló que el lugar está situado en una fayda, una depresión que recoge el agua de escorrentía de una amplia región, y junto a un uadi. Al-Rawda estaba rodeado de instalaciones hidrológicas destinadas a aprovechar el agua de escorrentía para el riego. El emplazamiento en sí es un tell casi circular con una altura máxima de 2 metros. El área dentro de las murallas circulares mide 11 hectáreas , que suman 15-16 hectáreas  si se incluyen las murallas de la ciudad, con una ciudad exterior adicional de 4 hectáreas . La parte suroeste del recinto está ocupada por casas modernas.

## Historia de la ocupación
El yacimiento estuvo ocupado durante un periodo relativamente corto, entre finales del tercer y principios del segundo milenio a. C., coincidiendo aproximadamente con el periodo del Bronce antiguo IV. Fue fundado hacia el 2400 a. C. y finalmente abandonado hacia el 2000 a .C. El estudio magnetométrico reveló un patrón de calles circulares con calles que irradian desde el centro del yacimiento. Tanto el templo como el trazado circular de las calles tienen un paralelismo con Tell Chuera, situado en un entorno similar al noreste de Al-Rawda[. El mayor de los templos excavados tenía una entrada con un pórtico con columnas, una cella cuadrada y daba a un recinto sagrado de 50 metros de largo hacia el exterior. Entre las ofrendas que se encontraron en este templo se encuentran el alabastro de Egipto, el lapislázuli de Afganistán y la ágata de la India. La ciudad estaba defendida por una doble muralla construida con ladrillos de barro sobre una base de piedra y dos fosos. La ciudad era accesible a través de cinco puertas.
El emplazamiento urbano indica que formaba parte de varias redes comerciales de diferente escala. Al-Rawda sirvió probablemente como lugar de parada para las caravanas que cruzaban la meseta entre el valle del Éufrates y la región de Qatna. El lugar también sirvió como centro religioso de la región, con un gran santuario que probablemente estaba dedicado al dios patrón de la ciudad, y desempeñó un papel importante en el desarrollo del pastoreo extensivo y la producción de lana a finales del tercer milenio a. C.

### La necrópolis
La necrópolis está situada cerca del yacimiento pero fuera de la zona agrícola. Entre las 97 tumbas encontradas, 54 eran tumbas de fosa —destinadas a enterramientos múltiples y cortadas en la corteza caliza de la meseta—, 25 eran tumbas de cista simple y 17 eran tumbas de círculo.